# قوات الأمن العام
قوات الأمن العام المعروفة سابقا باسم شرطة دولة البحرين هي الذراع الرئيسي لإنفاذ القانون لوزارة الداخلية في مملكة البحرين. يتولى رئاستها اللواء طارق الحسن وتشمل جميع الوحدات الميدانية لوزارة الداخلية المسؤولة عن الحفاظ على النظام والأمن في البحرين.

## التاريخ
تأسست مديرية شرطة البحرين لأول مرة في عام 1961 لمعالجة الأمن الداخلي وكان يرأسه محمد بن سلمان آل خليفة. عندما استقلت البحرين عن بريطانيا في عام 1971 تم تغيير اسم المديرية إلى وزارة الداخلية وتمت إعادة تسمية شرطة الدولة باسم قوات الأمن العام.

## الأقسام
الوحدات والإدارات التالية هي من بين تلك التي تقدم تقاريرها مباشرة إلى قيادة قوات الأمن:
- إدارات الشرطة في محافظات البحرين الأربعة (العاصمة والمحرق والشمالية والجنوبية).
- قيادة قوة الأمن الخاصة.
- إدارة الحماية الخاصة.
- مركز مكافحة الإرهاب.
- المديرية العامة للحرس.
- شرطة المرور.
- إدارة العمليات.
- خفر السواحل.

## احتجاجات 2011
كان أفراد من قوات الأمن يساهمون في إنفاذ القانون في معظم الأحيان بالسيطرة على الحشود مما يؤدي إلى اشتباكات مباشرة مع المتظاهرين خلال احتجاجات 2011. وفقا لتقرير لجنة البحرين المستقلة لتقصي الحقائق الذي صدر في نوفمبر 2011 فإن قوات الأمن مجهزة بالدروع والهراوات وقنابل الصوت والغاز المسيل للدموع والبنادق. وتعهدوا بجميع العمليات من أجل تفريق المتظاهرين من دوار اللؤلؤة بما في ذلك تلك التي وقعت يوم الخميس الدامي الذي أدى إلى وفاة أربعة من المحتجين. قامت قوات الأمن أيضا بالاعتقالات والبعثات الدورية والتفتيش.

## انتهاكات حقوق الإنسان
وفقا لتقرير لجنة تقصي الحقائق فإن وحدات قوات الأمن شاركت في استخدام القوة المفرطة عند التعامل مع المتظاهرين أثناء احتجاجات 2011 مما أدى إلى العديد من الإصابات بما في ذلك فقدان الرؤية. وجاء في التقرير: (الصفحتين 266-267)
ومع ذلك فإنه اعتبارا من مايو 2011 لم تتخذ حكومة البحرين أي إجراء ضد أولئك الذين استخدموا القوة المفرطة ضد المتظاهرين. (الصفحة 10)

## رؤساء الأمن العام في البحرين
| # | الاسم              | من   | إلى   |
| - | ------------------ | ---- | ----- |
| 1 | طارق مبارك بن دينه | 2010 | 2011  |
| 2 | طارق حسن الحسن     | 2011 | مازال |